# Resolutie 901 Veiligheidsraad Verenigde Naties
Resolutie 901 van de Veiligheidsraad van de Verenigde Naties werd unaniem goedgekeurd op 4 maart 1994, en verlengde de UNOMIG-waarnemingsmissie in Abchazië met ruim drie weken. Het was de derde VN-resolutie die op die dag unaniem werd aangenomen.

## Achtergrond
Op de golf van opkomend onafhankelijkheidsstreven van Georgië uit de Sovjet-Unie tegen het einde van de jaren 1980, streefde de Abchazische minderheid in de Abchazische autonome republiek de onafhankelijkheid na, uit angst de autonomie in Georgië te verliezen. Het leidde tot etnische spanningen met de Georgiërs, die in Abchazië de grootste bevolkingsgroep waren.
In 1992 kwam het tot een gewapend conflict, waarbij ook Rusland betrokken raakte, dat het voor de Abchaziërs opnam. Begin 1993 braken zware gevechten uit om de Abchazische hoofdstad Soechoemi. In de zomer van 1993 werd een staakt-het-vuren afgesproken en werd de UNOMIG-waarnemingsmissie opgericht. De val van Soechoemi in september 1993 leidde tot grootschalige etnische zuiveringen tegen de Georgische gemeenschap.

## Inhoud
De Veiligheidsraad:
- bevestigt de resoluties 849, 854, 858, 876, 881, 892 en 896;
- neemt nota van de brief van Georgië;
- bemerkt ook de hervatting van de onderhandelingen in Genève en New York;
- dringt aan op substantiële vooruitgang zodat een vredesmacht kan worden overwogen;

1. besluit het mandaat van UNOMIG te verlengen tot 31 maart;
2. vraagt secretaris-generaal Boutros Boutros-Ghali om tegen 21 maart te rapporteren over de vooruitgang van de onderhandelingen en de situatie op het terrein en met speciale aandacht voor omstandigheden die tot een vredesmacht kunnen nopen;
3. besluit om actief op de hoogte te blijven.

## Verwante resoluties
- Resolutie 892 Veiligheidsraad Verenigde Naties (1993)
- Resolutie 896 Veiligheidsraad Verenigde Naties
- Resolutie 906 Veiligheidsraad Verenigde Naties
- Resolutie 934 Veiligheidsraad Verenigde Naties

Lijst ·  893 ·  894 ·  895 ·  896 ·  897 ·  898 ·  899 ·  900 ·  901 ·  902 ·  903 ·  904 ·  905 ·  906 ·  907 ·  908 ·  909 ·  910 ·  911 ·  912 ·  913 ·  914 ·  915 ·  916 ·  917 ·  918 ·  919 ·  920 ·  921 ·  922 ·  923 ·  924 ·  925 ·  926 ·  927 ·  928 ·  929 ·  930 ·  931 ·  932 ·  933 ·  934 ·  935 ·  936 ·  937 ·  938 ·  939 ·  940 ·  941 ·  942 ·  943 ·  944 ·  945 ·  946 ·  947 ·  948 ·  949 ·  950 ·  951 ·  952 ·  953 ·  954 ·  955 ·  956 ·  957 ·  958 ·  959 ·  960 ·  961 ·  962 ·  963 ·  964 ·  965 ·  966 ·  967 ·  968 ·  969